# Alberto Costa (homme politique britannique)
 (mars 2019).
Si vous disposez d'ouvrages ou d'articles de référence ou si vous connaissez des sites web de qualité traitant du thème abordé ici, merci de compléter l'article en donnant les références utiles à sa vérifiabilité et en les liant à la section « Notes et références ».
Pour les articles homonymes, voir Costa et Alberto Costa.
Alberto Castrenze Costa (né le 13 novembre 1971) est un homme politique britannique, membre du Parti conservateur et député de la Chambre des communes.
Le 27 février 2019, il est contraint de démissionner du Bureau pour l'Écosse après avoir fait voter aux Communes un amendement visant à protéger les citoyens de l’Union européenne résidant au Royaume-Uni en cas de Brexit dur.